# چراغ‌ها را من خاموش می‌کنم
چراغ‌ها را من خاموش می‌کنم رمانی ایرانی به قلم زویا پیرزاد است که توسط نشر مرکز به چاپ رسیده است. این کتاب نخستین بار در سال ۱۳۸۰ منتشر شد و صد شصت بار تجدید چاپ شده است.

## داستان
داستان در دهه ۱۳۴۰ در محله بوارده آبادان رخ می‌دهد. راوی این داستان، زنی ارمنی است به نام کلاریس آیوازیان که در این داستان، از روابط خانوادگی خویش، فرزندان دو قلو و دنیای عاطفی آنها و از همسایه‌هایی سخن می‌گوید که اینک در آبادان و در خانه‌های سازمانی زندگی می‌کنند. تلاش برای انس گرفتن با محیط، بن‌مایه دیگر این داستان است.
موضوع اصلی این داستان یکنواختی زندگی یک زن خانه‌دار و خستگی از این روند و دل بستن به مرد همسایه‌ای که فکر می‌کند دنیای بهتری برای او به ارمغان خواهد آورد، می‌باشد و در موازات آن گریزی زده می‌شود به اوضاع سیاسی آن موقع و تفکرات اجتماعی مردم آن سال‌ها.

## جوایز
این کتاب تا کنون چند جایزه معتبر ادبی را در ایران به خود اختصاص داده است. جایزه ادبی یلدا، جایزه بهترین رمان سال بنیاد گلشیری و جایزه کتاب سال از جمله این جوایز است.

## ترجمه‌ها
فرانکلین لوئیس ترجمهٔ انگلیسی آن را با عنوان Things We Left Unsaid در سال ۲۰۱۲ منتشر کرد.
کریستوفر بالای ترجمه فرانسوی آن را با عنوان c'est moi qui éteins les lumières در سال 2006 منتشر کرده است.